# Ferdinand von Waldstein
Ferdinand Ernst Gabriel von Waldstein (Viena, 24 de marzo de 1762 - ídem, 26 de mayo de 1823) fue un conde alemán, miembro de la familia Waldstein, hermano de la pintora Mariana Waldstein. Era músico aficionado y patrón de las artes. Actuó como protector de Beethoven y convenció al Príncipe elector de Colonia en 1792 para que financiara el viaje del compositor a  Viena como alumno de Joseph Haydn, gracias a lo cual Beethoven viajó de Bonn a Viena de donde no regresó jamás y pudo desarrollar su carrera musical. En el momento de la partida, Waldstein escribió en su cuaderno personal las siguientes palabras que resultaron proféticas: Beethoven va a Viena para recibir el espíritu de Mozart de manos de Haydn.
A lo largo de su vida, desempeñó los cargos de Geheimrat (consejero) del Príncipe elector de Colonia, Teniente General del ejército británico y fue miembro de la Orden Teutónica, donde alcanzó el grado de Komtur.  Beethoven le dedicó en 1804 la Sonata para piano n.º 21 en Do mayor, opus 53, también conocida como Sonata Waldstein o Aurora.